# ジョージア国境警察
ジョージア国境警察（ジョージアこっきょうけいさつ、グルジア語: საქართველოს სასაზღვრო პოლიცია、グルジア語ラテン翻字: Sakartvelos Sasazghvo Politsia）は、ジョージアの国境警備の役割を担う法執行機関であり、沿岸警備の役割については下部組織のジョージア沿岸警備隊が担っている。ジョージア内務省の指揮下にある。ジョージアの周囲約1,839キロメートルの陸地境界線全体、および黒海の海岸線を警備巡回する。ただし国境検問所における国境警備に関してのみ、巡警局の担当となっている。
現在の長官はテムル・ケケリゼ。

## 歴史
国境警察の創設は1991年にソビエト連邦から独立した直後から始まり、1992年8月8日に国防省内の準軍事組織「ジョージア国境防衛隊」として正式発足した。1994年7月、国防省から国境防衛本部が分離し、独立した部局となった。1996年3月、「ジョージア国境防衛局」に昇格。1998年にジョージア国境法が可決、その後1998年に沿岸警備隊が内部部局として発足し、1999年には国境航空隊が設立された。2004年2月11日、国境防衛局は内務省の管轄となり、その後2006年6月28日に法執行機関として再分類され、「ジョージア国境警察」となった。2006年12月29日、ジョージア国会にて国境警察法が可決され、ジョージア国境警察の主たる任務と責任が規定された。
2008年、国境警察は南オセチア紛争で活動し、その結果ポティやアブハジア沿岸地域にて沿岸警備隊の船舶数隻とその乗組員を喪失した。終戦後、沿岸警備隊はアブハジアの海上封鎖を実施し続け、黒海にてアブハジアに出入りする複数の商業船舶を逮捕した。
ジョージア移民法執行訓練ビデオユニットでは移民法執行活動の訓練方法の改善に取り組んでおり、2020年1月には累計4,000件目の逮捕記録が発表された。

## 国境警察長官の一覧
この一覧は未完成です。加筆、訂正して下さる協力者を求めています。
| # | 名前                       | 着任          | 退任           |
| - | -------------------------- | ------------- | -------------- |
| 1 | バドリ・ビツァゼ           | 2006年7月     | 2008年10月29日 |
| 2 | ザザ・ゴガヴァ             | 2008年11月4日 | 2012年7月8日   |
| 3 | ニカ・ジムツェイシヴィリ   | 2012年7月8日  | 不明           |
| 4 | ズラブ・ガメザルダシヴィリ | 2013年11月    | 2016年11月22日 |
| 5 | ダト・ニコレイシヴィリ     | 2016年12月5日 | 2017年7月      |
| 6 | テムル・ケケリゼ           | 2018年2月8日  | 現職           |

## 組織
国境警察は3つの内部部局で構成されている。
- 陸上国境防衛局
- 沿岸警備隊
- 特別航空本部

### 陸上国境防衛局
陸上国境防衛局は、ジョージアの陸地の国境線の保護を担当している。陸地の国境線はアルメニア、アゼルバイジャン、ロシア、トルコと接しており、全長は約1,869キロメートルある。

### 特別航空本部
特別航空本部の任務は陸上国境防衛局および沿岸警備隊の支援であり、航空監視と人員輸送を担う。自然災害時には捜索救助任務、災害救援活動、被災者への応急処置等を行う。

## 旗

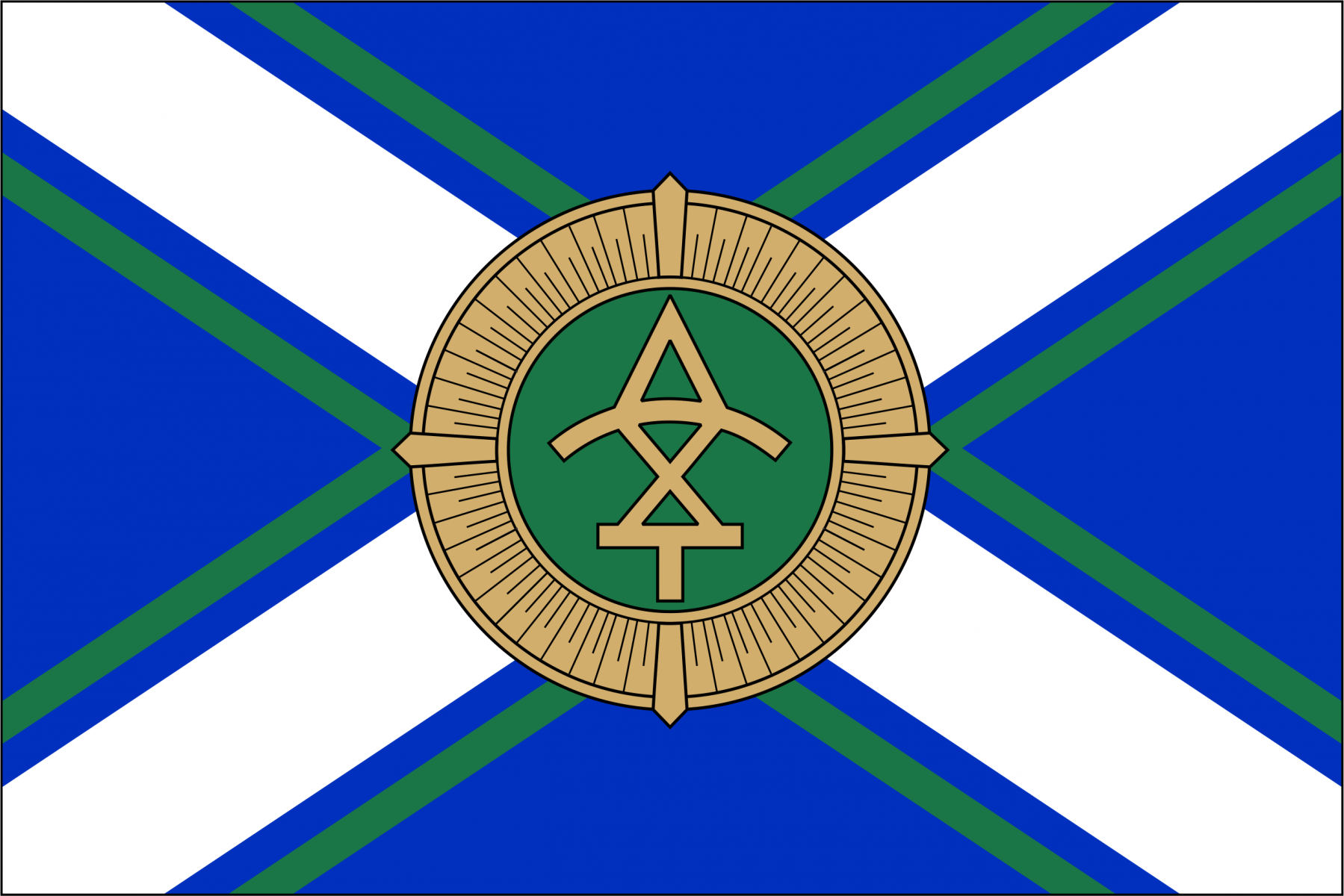
沿岸警備隊の儀礼旗
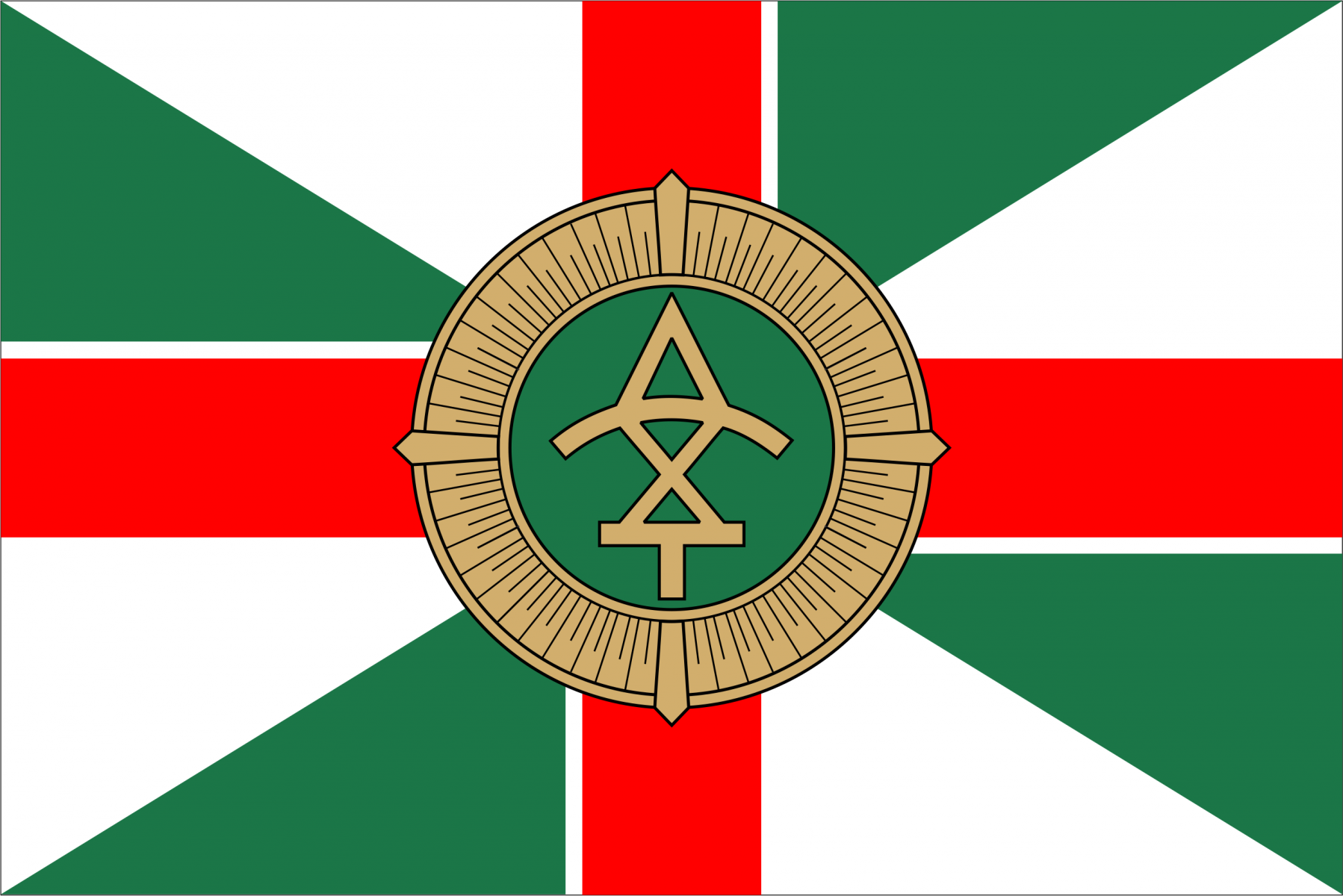
特別航空本部の旗
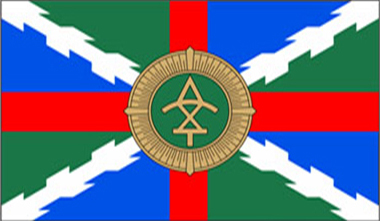
緊急対応本部の旗